# 伊頓莊園
53°08′25″N 2°52′39″W / 53.1403°N 2.8775°W

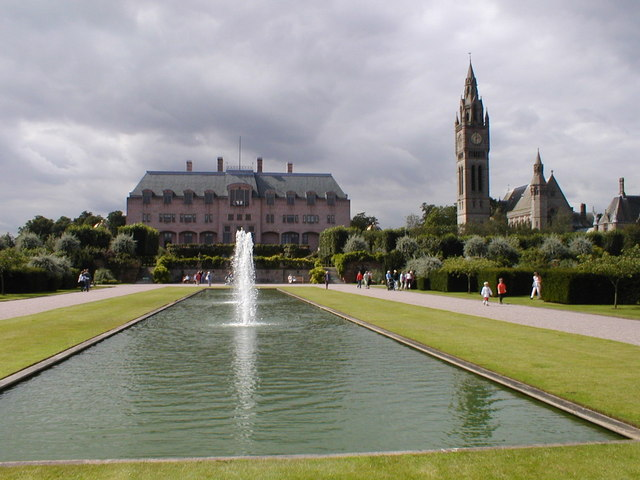

伊頓莊園（Eaton Hall）是英格蘭的一處英國鄉村別墅，由西敏公爵所有。伊頓廳位於柴郡埃克萊斯通以南1英里（2），整個莊園的面積達 10,872英畝（4,400公頃），別墅周圍環繞著花園、公園、農田和林地。這裡最初的建築修建於17世紀，19世紀初時進行擴建。現在的建築由休·格羅夫納委托阿尔弗雷德·沃特豪斯改建於1870年，在12年後竣工。1960年代時，莊園已經荒廢，許多建築被拆除。1980年代時，伊頓莊園又得到修復。目前伊頓莊園並不對外開放，但花園部分每年開放三天以進行慈善籌款。

## 外部連結
- Eaton Hall estate website （页面存档备份，存于）
- A gallery of photographs of the hall and gardens, May 2010
- Aerial photograph of the hall and grounds
- Includes photographs of the hall and other buildings （页面存档备份，存于）